# (141) Lumen
(141) Lumen – planetoida z pasa głównego asteroid.

## Odkrycie
Została odkryta 13 stycznia 1875 roku w Obserwatorium paryskim przez Paula Henry’ego. Nazwa planetoidy pochodzi od tytułu książki francuskiego astronoma Camille Flammariona.

## Orbita
(141) Lumen okrąża Słońce w ciągu 4 lat i 131 dni w średniej odległości 2,67 j.a. Jest członkiem rodziny planetoid Eunomia.